# Deepwater Horizon
Cet article concerne la plateforme pétrolière. Pour le film, voir Deepwater (film, 2016).
Deepwater Horizon est une plate-forme pétrolière louée par la compagnie pétrolière britannique BP pour forer, dans le golfe du Mexique (dans la zone économique exclusive des États-Unis), le puits le plus profond jamais foré en offshore.
Son explosion le 20 avril 2010 tue onze personnes et provoque un incendie puis une marée noire de grande envergure. Le désastre écologique est sans précédent aux États-Unis : on estime le volume de pétrole répandu à 4,9 millions de barils, soit 780 000 m3, approximativement l’équivalent de trois superpétroliers. Le 19 septembre 2010, après de nombreuses tentatives, la fuite est finalement déclarée colmatée par le gouvernement fédéral américain.
La pollution engendrée affecte l’économie et l'écosystème locaux,, menaçant plus de 400 espèces, dont des baleines, des dauphins, des lamantins et de nombreux oiseaux (aigrettes, hérons, etc.).
En octobre 2012, il semble possible que Deepwater Horizon bouge à nouveau ; c'est ce que laisse craindre une nouvelle nappe d'hydrocarbures (augmentant de 440 l/jour) observée depuis le 16 septembre 2012 par les garde-côtes américains. Le pétrole analysé présente une composition identique à celle du pétrole perdu deux ans plus tôt. La fuite pourrait venir d'une brèche dans un dôme situé à 500 m sous le niveau de la mer.

## Histoire et contexte géostratégique

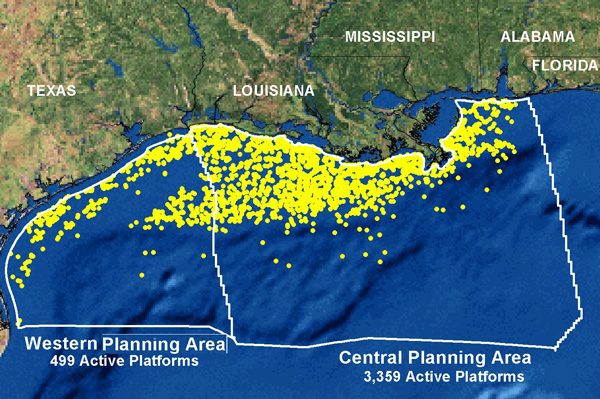
Carte montrant les 3858 plateformes pétrolières ou gazières actives dans le golfe du Mexique.

À la fin du XXe siècle, la demande en hydrocarbures croît continûment, mais les forages pétroliers et gaziers du golfe du Mexique en eau profonde, surtout en eau « peu profonde » connaissent une forte baisse de débit. Le total des réserves prouvées de gaz naturel en 1999 est estimé à 3 900 km3.
La production est maintenue grâce à de nouveaux forages en eau plus profonde (64 nouveaux puits en 2002), mais ces réserves s'épuisent vite et s'avèrent plus éparpillées et moins riches que prévu. Craignant de manquer de gaz (un quart des besoins énergétiques du pays) et de pétrole dès 2001, l'administration Bush et la NEP (National Energy Policy, créée par le président Bush) poussent le Minerals Management Service (MMS, service auquel le département de l'Intérieur a délégué le droit de prélever des redevances sur l'exploitation pétrolière) à adopter de fortes incitations fiscales ou financières pour encourager les forages offshore profonds. Le MMS doit encourager un « changement radical dans l'exploration et les modèles de développement ». Les pétroliers ayant récemment découvert des indices de réserves très profondes et importantes (à ces profondeurs l'imagerie sismique est imprécise), la NEP recommande de toute urgence que « le secrétaire de l'Intérieur explore toutes les possibilités d'offrir des réductions de redevances pour l'extraction d'hydrocarbures et de gaz pour encourager l'exploitation en eau très profonde [de -4 500 à -6 000 mètres, où les forages sont plus coûteux] et l'exploitation de petits champs qui sans cela ne seraient pas rentables ».
Ces incitations sont renforcées le 26 janvier 2004, avec une diminution ou suppression des redevances en cas de forage gazier profond et très profond, puis en août 2005 via l'Energy Policy Act, toujours pour favoriser le forage profond à plus de 4 500 mètres sous la surface de la mer. Les règlements d'application de ces dispositions sont publiés le 18 novembre 2008.
Le MMS semble aussi se montrer moins exigeant sur les études d'impact et le contrôle des procédures de sécurité, bien qu'admettant qu'exploiter des puits à cette profondeur représentait encore un défi technique. Les redevances versées au Trésor fédéral sont en 2000-2004 de 2 à 4 milliards de dollars/an, mais le MMS compte surtout sur une augmentation de la production gazière en échange d'exemption de redevance sur la production de gaz. Il vise 0,12 billions de mètres cubes (Tm3) de production supplémentaire d'hydrocarbures (dont 0,1 Tm3 en gaz) au cours des seize années suivantes, estimant que grâce à des prix modérés les consommateurs économiseraient 500 millions de dollars/an en coût d'achat du gaz naturel de 2004 à 2015.
BP propose alors de faire le forage en mer le plus profond du monde. Il loue, jusqu’en septembre 2013, la plate-forme pétrolière ultra-moderne Deepwater Horizon, construite en 2001 et appartenant à Transocean. Celle-ci est positionnée à 400 km (250 miles) des côtes américaines (Louisiane) où le 2 septembre 2009, elle fore le plus profond puits de pétrole et de gaz jamais réalisé, avec une profondeur verticale de 10 685 mètres dont 1 259 m sous l’eau.
Edward J. Markey, sénateur démocrate du Massachusetts, estime que le climat des relations de grande proximité et de mélange d'intérêts unissant pétroliers et autorités de contrôle était propice à un accident grave : « Le comportement agressif de promotion (« boosterism ») nourrit la complaisance et l'autosatisfaction qui entrainent des catastrophes ».
De mai à juin 2010, les écologistes et certains sénateurs clés (dont le sénateur Judd Gregg, qui soutenait antérieurement le forage offshore) appellent à réévaluer les exigences de sécurité pour les activités pétrolières et gazières en mer, après que l'administration Bush les a encouragées et défiscalisées. Greenpeace s'inquiétait aussi d'une autorisation récemment donnée pour de nouveaux forages en conditions extrêmes en Alaska.
Dans le même temps, la presse fait savoir que le MMS avait autorisé BP à louer et utiliser la plate-forme Deepwater Horizon, tout en l'exonérant par une « exclusion spéciale » (« categorical exclusion ») du 6 avril 2009 de l'obligation de respecter le NEPA (loi sur l'environnement dite « National Environmental Policy Act »). BP, 11 jours seulement avant l'explosion, faisait encore du lobbying pour élargir les exemptions dont bénéficient les pétroliers dans la région du Golfe. Toby Odone, porte-parole de BP, défend son entreprise en expliquant que les dérogations déjà accordées par le NEPA étaient fondées sur l'historique des réponses données par le pétrolier aux incidents dans le golfe du Mexique. Après le développement de la marée noire, il estimait que « les causes de cet incident ne peuvent être utilisées pour changer le régime de réglementation qui sont nécessaires pour protéger l'environnement ».
Le MMS était placé par son administration de tutelle dans une position particulièrement ambiguë : il devait collecter les redevances, contrôler la faisabilité et sécurité des forages, tout en étant sommé par la loi d'encourager l'augmentation de la production par des forages très profonds. Il est maintenant accusé de confiance aveugle voire de franche complaisance dans ses évaluations environnementales et dans celles des pétroliers œuvrant dans le centre et de l'ouest du golfe du Mexique.
Depuis les années 2000, il était soumis à de fortes pressions (dont celle de la loi) qui l'incitait à encourager le développement des forages dans le Golfe, tout en le privant de revenus à la suite de la défiscalisation de ces opérations. Selon Kieran Suckling, directeur exécutif du Center for Biological Diversity, l'agence a abandonné ses missions de contrôle et fait à peine plus qu'apposer ses tampons pour entériner les projets de forage et notamment « donner un blanc-seing à British Petroleum et à ses plans de forage en self-service ».
Le MMS a produit trois évaluations environnementales en 2007, dont l'une concernait le contrat de location BP pour Deepwater Horizon. Dans chaque cas, il semble avoir minimisé la perspective d'une fuite majeure. Dans un cas, il estimait qu'« une importante marée noire à partir d'une plate-forme ne devrait pas dépasser le volume de 1 500 barils de pétrole », et qu'un déversement « en eau profonde, au large du plateau continental interne du golfe ne pourrait pas atteindre la côte ». Dans un autre cas, il estimait que la plus grande marée noire possible ne dépasserait probablement pas 4 600 barils et que ce pétrole serait en grande partie dissipé en dix jours, avec une faible probabilité de toucher terre.
Le MMS semble mandater les entreprises de forage dans certains domaines, pour identifier ce qui pourrait en vertu du NEPA réduire l'impact environnemental d'un projet ou reprend à son compte – sans vérifier par des contre-expertises – leurs assertions et arguments. Selon Matt Lee-Ashley, porte-parole du Département de l'Intérieur, « le service des subventions du MMS a accordé de 250 à 400 dérogations par an pour les projets de forages du golfe du Mexique ». Il ajoute que, à la suite de l'accident, le département de l'Intérieur a créé le « premier » Conseil chargé d'examiner les procédures de sécurité du forage offshore, promettant un rapport dans les 30 jours (début juin 2010) sur la marée noire de BP et « un examen plus large des questions de sécurité ».
Un an après la catastrophe, l'ampleur des impacts écologiques était encore discutée.

## Description
Deepwater Horizon était une plate-forme de forage semi-submersible à positionnement dynamique, capable d’opérer jusqu’à des profondeurs de 2 400 m (3 000 m avec modifications). Fabriquée en 2001 en Corée du Sud à Ulsan, dans le chantier naval de Hyundai Heavy Industries, elle appartenait à la société de forage pétrolier Transocean. Son équipage était composé de 130 personnes. Elle pouvait forer jusqu’à environ 9 100 m, quoique la profondeur effective dépende des techniques retenues pour le forage et de la nature des sols rencontrés.
La plate-forme offshore mesurait 121 m de long, 78 m de large et 41 m de hauteur (hors derrick de 74 m de haut). Son tirant d'eau en opération était de 23 m. Elle se maintenait en position au-dessus du puits à l’aide de 8 propulseurs (pods) de 7 400 ch répartis autour de ses flotteurs, capable de pivoter sur 360°. Elle disposait d’un réservoir de 4 426 m3 pour alimenter les générateurs d’électricité (soit environ 3 500 t de fioul).
Elle était capable de forer dans des conditions climatiques sévères : houle de 18 m crête à creux associée à un vent de 110 km/h. Elle était prévue pour résister à des tempêtes extrêmes, houle de 25 m crête à creux associée à un vent de 190 km/h.

## Précautions et procédures de sécurité
Selon le Center for Biological Diversity, basé en Arizona, les services gouvernementaux impliqués dans les autorisations de forage n'ont pas obligé BP à fournir une étude d'impact détaillée, après avoir conclu qu'une marée noire était peu probable.
Le président américain Barack Obama a toutefois voulu empêcher qu'une catastrophe de ce genre se reproduise avec diverses mesures pour renforcer la sécurité des forages en mer. Le jeudi 27 mai 2010, M. Obama a déclaré lors d'une conférence de presse que son gouvernement allait « prolonger de six mois le moratoire actuel et la délivrance de nouveaux permis pour forer de nouveaux puits sous-marins ». Le président a aussi annoncé la « suspension des forages de 33 puits de prospection sous-marine en cours dans le golfe du Mexique ».

## Explosion
Le 20 avril 2010, une explosion et un incendie se déclarent sur la plate-forme. Elle coule deux jours plus tard, et repose désormais par 1 500 m de fond. Avant ces événements, 126 personnes étaient présentes sur la plateforme. Parmi celles-ci, onze personnes ont d'abord été portées disparues puis déclarées officiellement décédées. Également, 17 blessés ont été recensés parmi les personnes rapatriées sur le continent.
Plusieurs fuites ont été produites lors de l'explosion, libérant le pétrole de son réservoir. Selon Lamar McKay, directeur de BP aux États-Unis, le dernier dispositif de sécurité associé à la foreuse a lâché, rendant non opérationnelle la coupure de sécurité et les autres barrières empêchant le flux de pétrole de se vider dans la mer. Des études ultérieures pointent une succession d’erreurs de conception de la complétion et de fautes comme la mauvaise interprétation des tests de pression, la non-évaluation de la cimentation derrière le tubage (diagraphie CBL pourtant obligatoire) et enfin le mauvais fonctionnement du BOP (blow out preventer).
Les impacts économiques et environnementaux sont considérables.
Le film américain Deepwater (2016) s'inspire de ces événements.

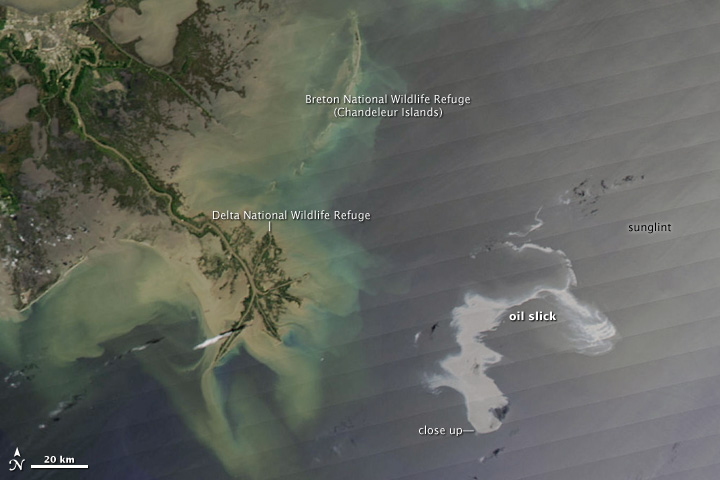
Position de la marée noire le 25 avril 2010, soit 5 jours après l'explosion.